# شبيبة شلغوم العيد
شبيبة شلغوم العيد أو كما يحب أن يسميه أنصاره الشبيبة هو نادي كرة قدم جزائري من الأندية الي تمثل مدينة شلغوم العيد وينشط في الاتحادية الجزائرية لكرة القدم تأسس سنة 1994.

## مواضيع ذات صلة
- كرة القدم في الجزائر
- الاتحادية الجزائرية لكرة القدم
- كأس الجمهورية الجزائرية لكرة القدم
- كأس الرابطة الوطنية الجزائرية لكرة القدم
- كأس السوبر الجزائري

## وصلات خارجية
- موقع الاتحاد الجزائري لكرة القدم
- الرابطة الجزائرية المحترفة الأولى، والثانية، لكرة القدم
- للرابطة الجهوية لكرة القدم لقسنطينة
- الرابطة الوطنية الجزائرية لكرة القدم هواة
- الرابطة ما بين الجهات لكرة القدم